# Justicia readii
Justicia readii là một loài thực vật có hoa trong họ Ô rô. Loài này được T.F. Daniel & Wassh. mô tả khoa học đầu tiên năm 1990.